# AC Sparta Praha/Saison 2010
Dieser Artikel listet Erfolge und Mannschaft des Radsportteams AC Sparta Praha in der Saison 2010 auf.

## Zugänge – Abgänge
| Zugänge       | Team 2009            | Abgänge        | Team 2010 |
| ------------- | -------------------- | -------------- | --------- |
| Roman Broniš  | CK Windoor’s Příbram | Richard Faltus | Unbekannt |
| Václav Hlaváč | Neoprofi             | Zdeněk Krizek  | Unbekannt |
|               |                      | Ondřej Vobora  | Unbekannt |
|               |                      | Ondřej Zelinka | Unbekannt |

## Mannschaft
| Name                | Geburtstag         | Nationalität |
| ------------------- | ------------------ | ------------ |
| Roman Broniš        | 17. Oktober 1976   | Slowakei     |
| Ladislav Fabisovský | 3. März 1981       | Tschechien   |
| Václav Hlaváč       | 4. Dezember 1985   | Tschechien   |
| Tomáš Holub         | 25. September 1990 | Tschechien   |
| Tomáš Hrubý         | 7. Juni 1982       | Tschechien   |
| Nebojša Jovanović   | 27. März 1983      | Serbien      |
| Rostislav Krotký    | 19. Oktober 1976   | Tschechien   |
| Jiří Nesveda        | 14. Mai 1985       | Tschechien   |
| Tomáš Okrouhlický   | 4. November 1985   | Tschechien   |
| Ondřej Pavek        | 23. September 1980 | Tschechien   |
| Martin Uher         | 12. Mai 1986       | Tschechien   |